# Fissidentalium opacum
Fissidentalium opacum är en blötdjursart som först beskrevs av Sowerby 1829.  Fissidentalium opacum ingår i släktet Fissidentalium och familjen Dentaliidae. Inga underarter finns listade i Catalogue of Life.